# Ophiura lymani
Ophiura lymani är en ormstjärneart som först beskrevs av Ljungman 1871.  Ophiura lymani ingår i släktet Ophiura och familjen fransormstjärnor. Inga underarter finns listade i Catalogue of Life.